# Passiflora suberosa

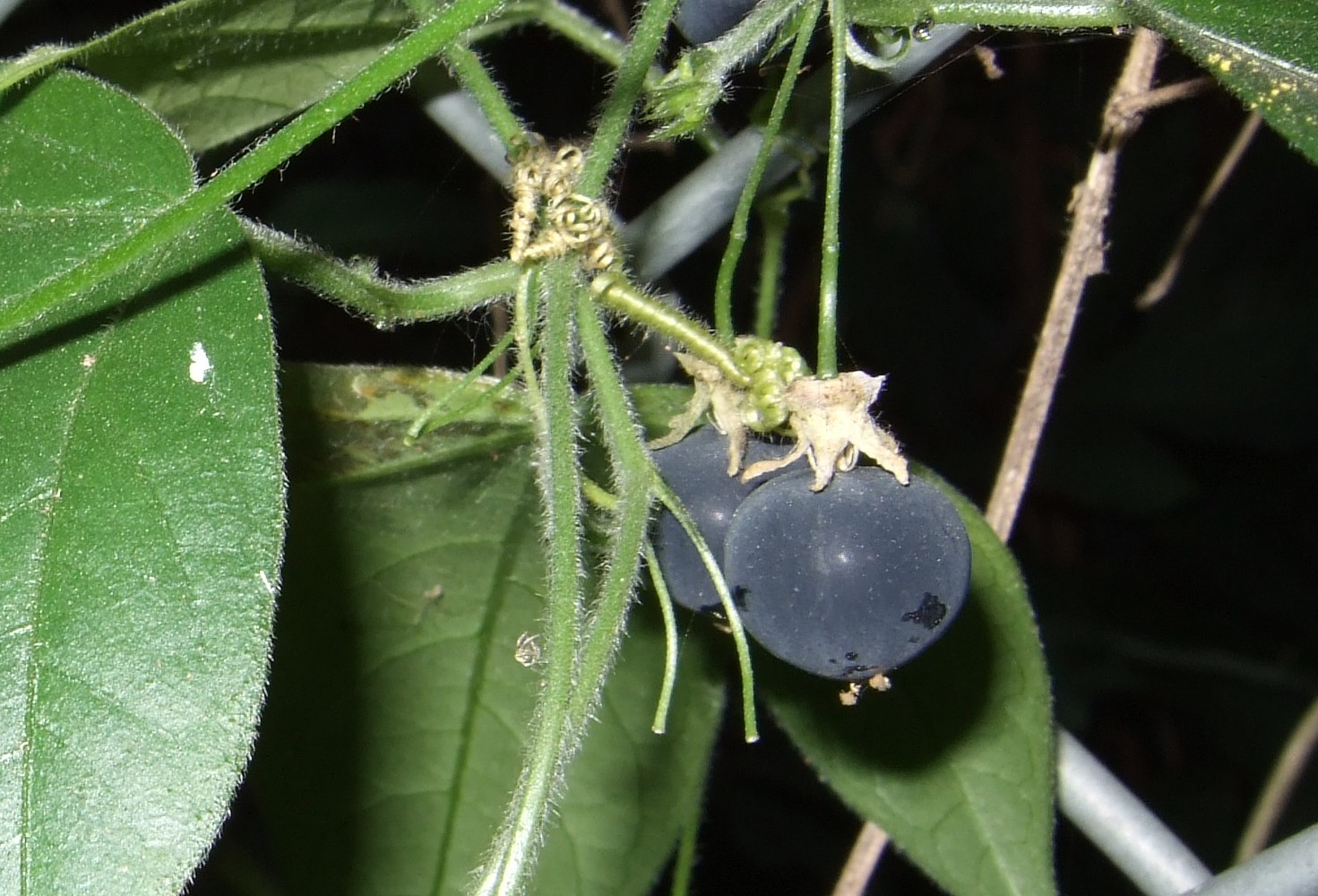
Vruchten

Passiflora suberosa is een passiebloem met een groot verspreidingsgebied. Hij komt voor in het Caribisch gebied (onder andere op Aruba, Bonaire en Curaçao), Mexico en Midden- en Zuid-Amerika. In Hawaï en Australië wordt de plant gezien als een invasieve soort.
De plant staat erom bekend dat de bladeren aan één en dezelfde plant sterk in vorm en grootte variëren. Een ander bekend verschijnsel is dat het onderste gedeelte van de stam kurkachtig (= suberosa) wordt bij veroudering.
De klimplant heeft deels donzig behaarde stengels. In de bladoksels ontspringen de ranken die daar worden geflankeerd door steunblaadjes. De bladsteel is tot 4 cm lang. De afwisselend geplaatste bladeren zijn gaafrandig en vaak drielobbig, maar kunnen ook ongelobd. Ze variëren sterk in grootte en zijn tot 13 × 17 cm groot. De 1-3 cm brede, groenachtige of witte bloemen groeien solitair of in paren in de bladoksels op 1-4 cm lange bloemstelen. De bloem bestaat alleen uit groene of witte, tot 1,5 × 0,5 cm grote kelkblaadjes. De kroonbladeren zijn niet aanwezig, wat typerend is voor passiebloemen uit de supersectie Cieca. De corona bestaat uit twee rijen. De buitenste rij is 0,3-0,7 cm lang, bruin, roodachtig of violet aan de basis, daarna groen en groenachtig geel tot geel aan het uiteinde. De binnenste rij is 0,1-0,3 cm lang en geheel paarsbruin. In het midden van de corona ontspringt de androgynofoor. Veel klonen van de plant zijn zelfbestuivend. De vruchten zijn bolvormig tot eivormig, tot 1,5 × 1,6 cm groot en worden rijp blauw tot donkerpaars.
Passiflora suberosa is in België en Nederland gemakkelijk in de vensterbank te kweken. In de winter heeft de plant aan temperaturen rond de 7 °C genoeg. Hij is te vermenigvuldigen door zaaien of stekken.